# Tarapaty
Tarapaty – polski film familijno-przygodowy z 2017 roku w reżyserii Marty Karwowskiej, wyprodukowany przez Koi Studio.
Film został zakwalifikowany do konkursu Inne Spojrzenie na Festiwalu Polskich Filmów Fabularnych w Gdyni.
Zdjęcia do filmu powstawały w Warszawie i okolicach.

## Obsada
- Hanna Hryniewicka – Julka Strzałkowska
- Jakub Janota-Bzowski – Olek
- Piotr Głowacki – "Szef"
- Roma Gąsiorowska – Agata
- Joanna Szczepkowska – ciotka Julki
- Maria Maj – "Pulchna"
- Jadwiga Jankowska-Cieślak – "Chuda"
- Krystyna Tkacz – "Tapir"
- Krzysztof Stroiński – Muzealnik
- Michał Grzybowski – starszy aspirant Michalski

i inni

## Opis fabuły[4]
Główni bohaterowie Tarapatów to Julka, Olek i pies Pulpet. Julia ma 12 lat i chodzi do szkoły z internatem i jeszcze nigdy z nikim się naprawdę nie zaprzyjaźniła. Dziewczynka ma w wakacje wyjechać do rodziców, mieszkających w Kanadzie, jednak trafia do ciotki w Warszawie. W tej samej kamienicy mieszka Olek i jego nieodłączny towarzysz – pies Pulpet. Dzieciom wpada w ręce plan, prowadzący do skarbu, jednak na drodze do rozwiązania zagadki staje złodziejska szajka, niania, która jest nałogową palaczką i podejrzany pożeracz cukierków.

## Kontynuacja
W 2020 roku ukazał się film Tarapaty 2, będący kontynuacją filmu Tarapaty.